# Paspalum geminiflorum
Paspalum geminiflorum är en gräsart som beskrevs av Ernst Gottlieb von Steudel. Paspalum geminiflorum ingår i släktet tvillinghirser, och familjen gräs. Inga underarter finns listade i Catalogue of Life.